# Laurent Tuel
Laurent Tuel (Nantes, 27 d'octubre de 1966) és un director de cinema i guionista francès.

## Biografia
Fill d'André Tuel i d'Anne François-Tuel, va ser estudiant a l'externat des Enfants nantais el 1978, després a la Institution Libre de Combrée.
El seu pare André era venedor en el camp de la vaixella de luxe. Era originari de la Bretanya.
La seva mare Anne és filla d'un ferroviari del nord de França i filla d'immigrants italians establerts prop de Tolosa i de la regió de San Donà di Piave.
Va fer el seu primer curtmetratge l'any 1989, Céleste, després es va incorporar a la productora La Vie Est Belle Films Associés, juntament amb altres joves cineastes com Antoine Desrosières de Graham Guit. Va dirigir dos altres curts, Le jour de chance du gros Phil (1992) i Hillbilly Chainsaw Massacre (1995), una farsa gore protagonitzada per Melvil Poupaud i Chiara Mastroianni.
El 1995, Laurent Tuel va rodar el seu primer llargmetratge, Le Rocher d'Acapulco, amb Antoine Chappey i Margot Abascal. Inspirada en un fet real, aquesta primera pel·lícula explora la relació perversa entre els dos personatges principals, en un teló de fons de manipulació psicològica i física, a la frontera de la realitat i la fantasia.
L'any 2001, Laurent Tuel va dirigir una pel·lícula de gènere, Un jeu d'enfants amb Karin Viard. Aquest exercici d'estil sota la influència polanskiana aporta una mica de preocupació i estranyesa a la vida quotidiana. Amb Jean-Philippe (2006), el director capgira el món d'un fan de Johnny Hallyday que es desperta en un món on aquest darrer mai es va convertir en la superestrella nacional. El 2009, el cineasta va signar Le Premier Cercle, un thriller amb Jean Reno i Gaspard Ulliel.

## Filmografia
- 1996 : Le Rocher d'Acapulco amb Margot Abascal i Zinedine Soualem
- 2000 : Banqueroute d'Antoine Desrosières
- 2001 : Un jeu d'enfants amb Ludivine Sagnier, Karin Viard i Charles Berling
- 2006 : Jean-Philippe amb Fabrice Luchini i Johnny Hallyday
- 2009 : Le Premier Cercle amb Jean Reno, Vahina Giocante, Gaspard Ulliel i Sami Bouajila
- 2013 : La Grande Boucle, amb Clovis Cornillac i Ary Abittan
- 2015 : Le Combat ordinaire, amb Nicolas Duvauchelle[3]
- 2017 : On l'appelait Ruby (telefilm), amb Mélanie Doutey
- 2018 : Speakerine (sèrie) amb Marie Gillain i Guillaume de Tonquédec
- 2020 : Pourquoi je vis (telefilm), amb Arnaud Ducret, Odile Vuillemin, Mickae Lumière i Lou Gala
- 2021 : HPI (série), amb Audrey Fleurot i Mehdi Nebbou, temporada 1, episodis 5 à 8
- 2022 : Neige (telefilm), amb Frédéric Diefenthal i Murielle Huet des Aunay